# The Concert (1921)
The Concert is een Amerikaanse filmkomedie uit 1921 onder regie van Victor Schertzinger. Het scenario is gebaseerd op het toneelstuk Das Konzert (1909) van de Oostenrijkse auteur Hermann Bahr. De film is wellicht zoekgeraakt.

## Verhaal
De bekende concertpianist Augustus Martinot wordt door de vrouwen aanbeden. Hij valt voor Delphine Hart, de vrouw van een arts. Hij laat zich door Delphine overhalen om haar mee te nemen naar zijn berghut. Doordat dokter Hart en mevrouw Martinot doen alsof ze instemmen met een partnerruil, gaan ze beseffen dat ze een misstap begaan.

## Rolverdeling
| Acteur               | Personage          |
| -------------------- | ------------------ |
| Lewis Stone          | Augustus Martinot  |
| Myrtle Stedman       | Mary Martinot      |
| Raymond Hatton       | Dokter Hart        |
| Mabel Julienne Scott | Delphine Hart      |
| Gertrude Astor       | Eva                |
| Russ Powell          | Mijnheer Pollinger |
| Lydia Yeamans Titus  | Mevrouw Pollinger  |
| Frances Hall         | Secretaresse       |
| Louie Cheung         | Chinese bediende   |